# Апамеја (Битинија)
Апамеја (старогрчки: Απάμεια Μύρλεια) позната и као Мирлеја (Μύρλεια), Медијана, Мутанија је био антички град на обалама Мраморног мора у регији Битинија у Малој Азији. Апамеја је била морска лука и налазила се око 25 km од града Пруса (данас Бурса). Рушевине Апамеје се данас налазе у Турској, пар километара на југ од града Муданија (тур. Mudanya, Mudania).

## Историја
Град је првобитно носио име Мирлеја (Μύρλεια) и основан је као колонија града Колофон (Κολοφών). На новцу који је кован у граду између 300. и 202. године п. н. е. се појављују натписи ΜΥΡΛ, ΜΥΡΛΕΑ и ΜΥΡΛΕΑΝΩΝ.
Град је вероватно заузео Филип V, краљ Македоније у рату против Пергамске краљевине и предао га свом савезнику Прусију I, владару Битиније око 202. године п. н. е. Прусиј тада мења име граду у Апамеја у част своје жене Апаме III (Ἀπάμα).
Након тога се налазио у саставу Битиније. Током владавине Митридата VI, владара Понтске краљевине град на кратко улази у састав Понта. Град је током митридатових ратова претрпео разарања. Године 74. п. н. е. последњи краљ Битиније — Никомед IV од Битиније оставља краљевство, а самим тим и Апамеју у наследство Риму. Након борби са Митридатом VI, Апамеју заузима антички Рим. Град постаје римска колонија за време владавине Јулија Цезара или Октавијана Августа. Колонија је била позната под латинским називом Colonia Iulia Concordia Apamea. Апамеја је била једна од неколико римских колонија у западном делу провинције Asia Minor.
За време владавине Рима Апамеја је имала посебну аутономију и привилегије у финансијским питањима. Служила је оближњој луци Пруса са којом је често била у сукобу. Апамеја је била епископско седиште, међутим није познато који епископи су били на челу епархије и у ком временском периоду.
Први познати римски сенатор из Битиније је био [Ca]tilius Longus који је био Апамејац. Дужност је обављао за време Веспазијана
У Апамеји су били утамничени хришћански светитељи, браћа Теодор и Теофан Начертани.